# Cynthia Cleese
Cynthia Cleese, född 17 februari 1971 i Croydon i London, är en brittisk-amerikansk skådespelerska. Hon är dotter till den brittiske skådespelaren John Cleese i dennes äktenskap med den amerikanska skådespelerskan Connie Booth. Cynthia Cleese medverkar bl.a. i två filmer tillsammans med sin far; En fisk som heter Wanda (1988) och Otäcka odjur (1997).